# Schulanlage Freudenberg

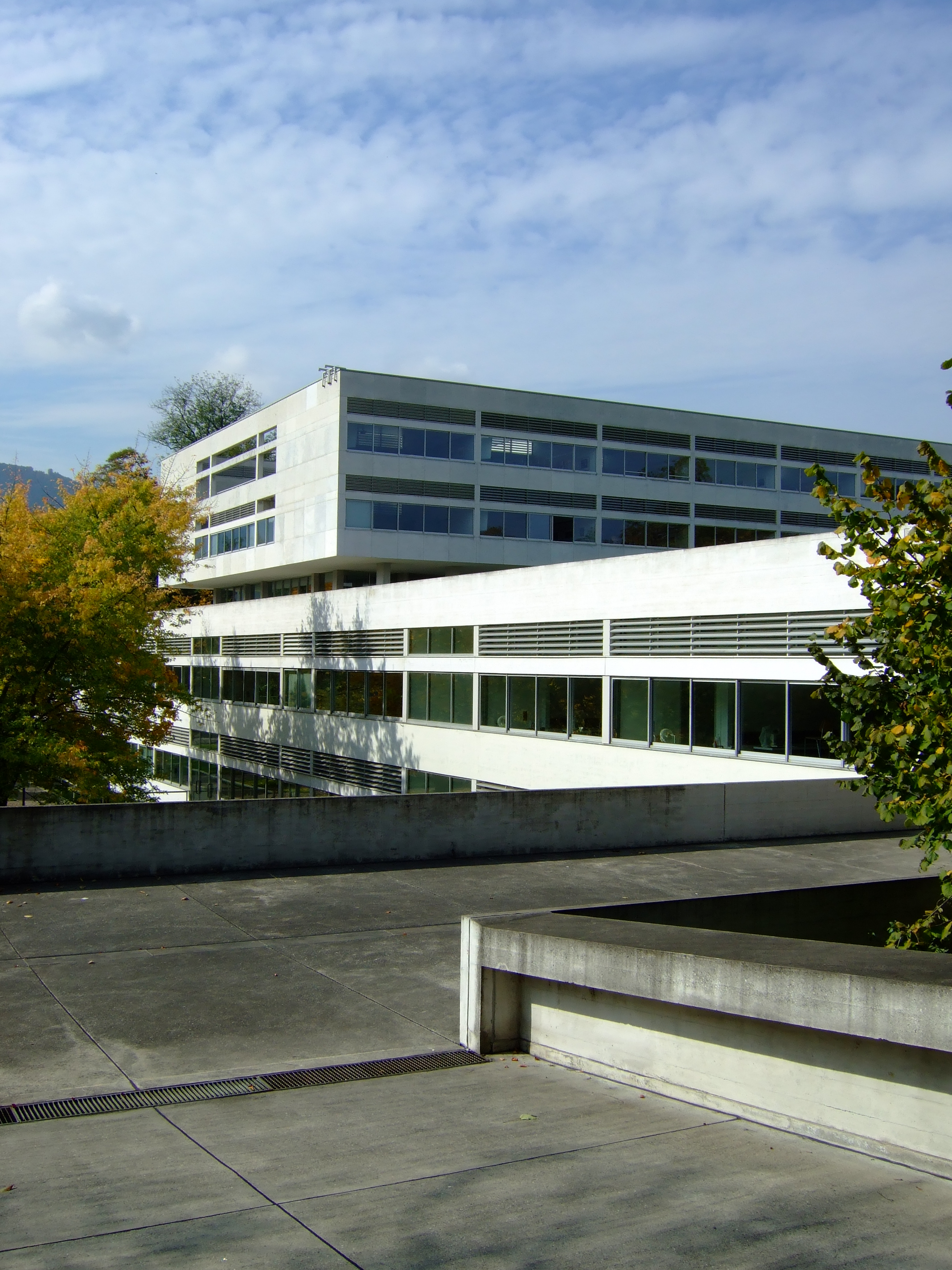
Die Schulhausanlage von Schader 2008. Das Gebäude der Kantonsschule Enge

Die Schulanlage Freudenberg in Zürich im Quartier Enge zählt zu den bedeutendsten Werken der schweizerischen Architektur in der zweiten Hälfte des 20. Jahrhunderts und wurde von dem Architekten Jacques Schader in den Jahren 1954–1960 errichtet. In der Anlage befinden sich heute die  Kantonsschule Enge und Freudenberg.

## Geschichte und Beschreibung

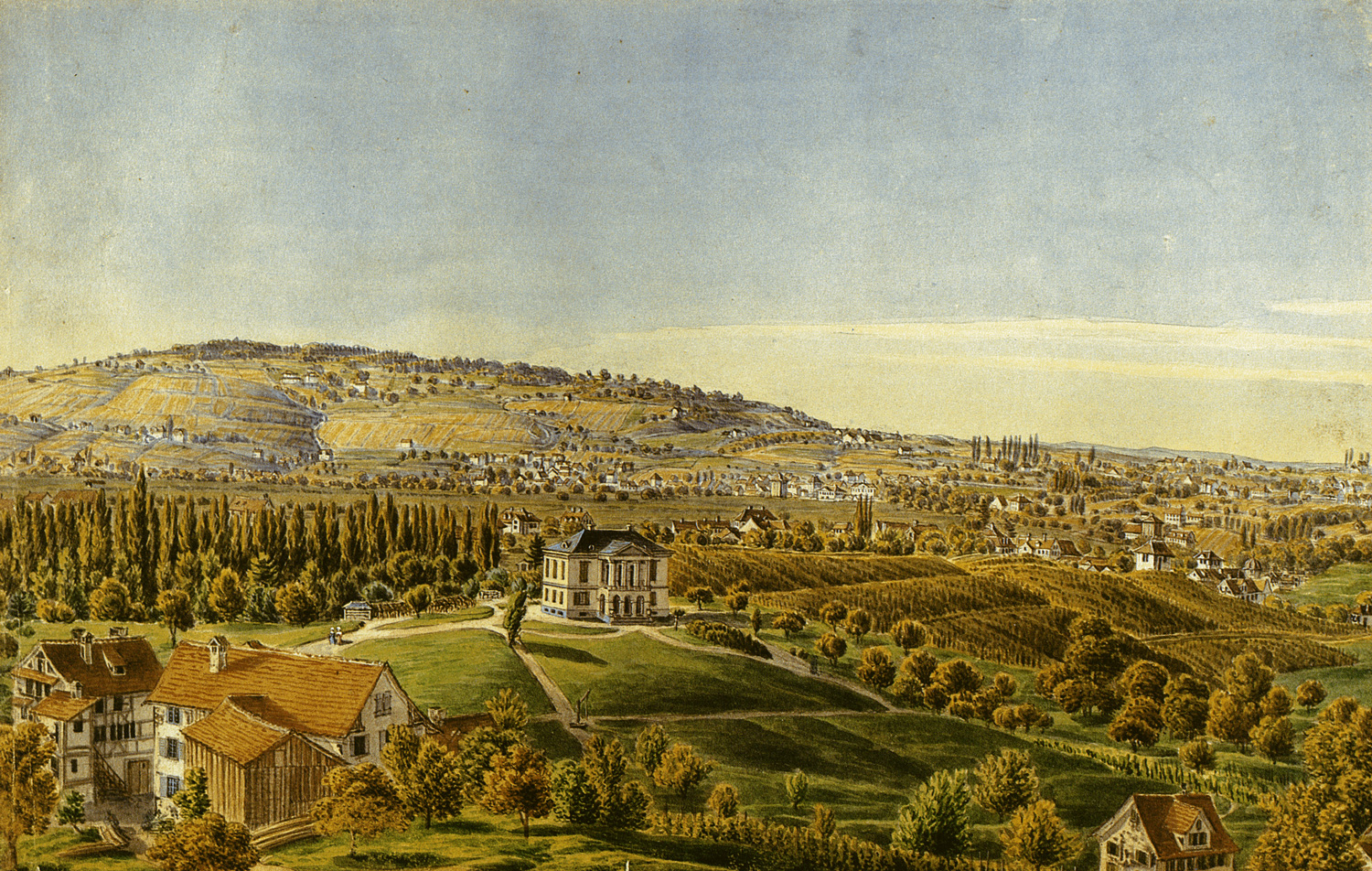
Die Villa Freudenberg mit Umgebung auf einem Panorama der Stadt Zürich von Paul Julius Arter, 1837

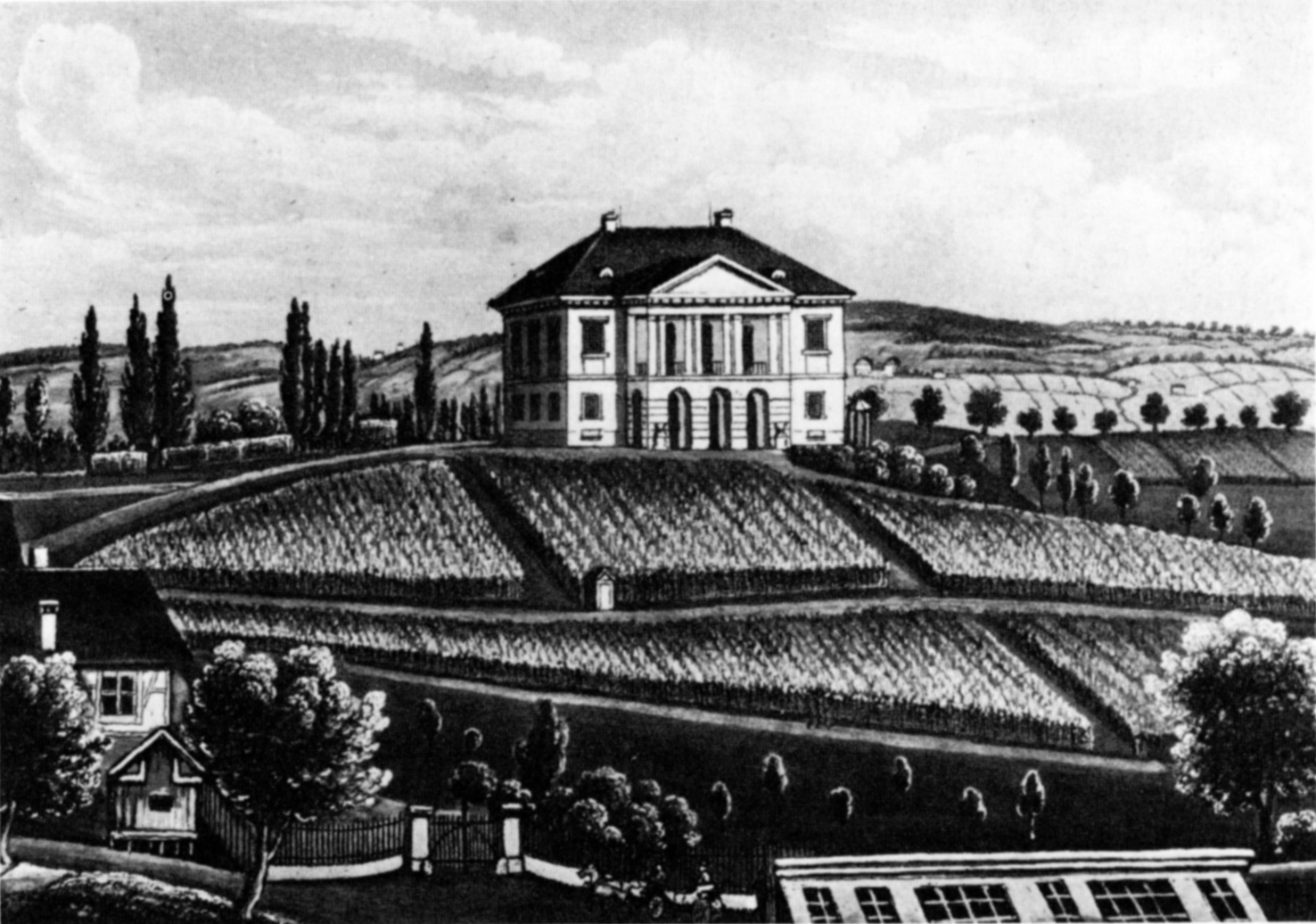
Die alte Villa Freudenberg vor 1887

### Vorgeschichte des Freudenbergs
Der Name «Freudenberg» für den noch im 19. Jahrhundert mit Reben und Obstbäumen bewachsenen Moränenhügel etwas ausserhalb der alten Stadt Zürich leitet sich vom «Freudenbergli» ab, einem kleinen Haus der Familie Landolt auf der Hügelspitze. Es erhielt diesen Namen 1806 von der Zürcher Künstlergesellschaft, die zwischen 1805 und 1807 dort ihre Sommersitzungen abhielt, bei denen das Lied «Freut euch des Lebens» von Johann Martin Usteri, vertont von Hans Georg Nägeli, eine wichtige Rolle spielte. 1817/1818 erwarb der Zürcher Junker Hauptmann Emil Meiss die Liegenschaft und liess ein neues Haus errichten, dem er den Namen «zur Luftburg» bzw. «zum Luftberg» gab. Er verkaufte dieses bereits am 1. März 1820 an Heinrich Bodmer zur Arch, der das Gebäude von seinem Schwager Hans Kaspar Escher 1822–1825 im Stil des Klassizismus zum Landhaus ausbauen liess. Seinem Gut verlieh er in Anlehnung an das «Freudenbergli» den Namen «Freudenberg».
Bodmer und seine Erben, sein Sohn Henri Bodmer-Pestalozzi, der das Gut 1874 erbte, und sein Enkel Hans Conrad Bodmer-Zölly erweiterten durch Zukauf die Parzelle und verwandelten sie in eine Parkanlage. 1887–1889 erweiterte der Stadtbaumeister Gustav Gull im Auftrag von Hans Conrad Bodmer-Zölly die Villa und veränderte ihre ursprüngliche Gestalt deutlich. Der letzte Besitzer, Martin Bodmer-Naville, liess 1931–1933 von Johann Albert Freytag das Gebäude erneut umbauen, so dass es wieder sein klassizistisches Äusseres zurückgewann.
Der letzte Bewohner der Villa war der Sammler und Mäzen Martin Bodmer. Während des Zweiten Weltkriegs weilten zahlreiche berühmte Journalisten und Schriftsteller im Freudenberg, so Rudolf Borchardt, Selma Lagerlöf, Rudolf Alexander Schröder und Paul Valéry. Valéry soll das Bodmersche Anwesen dabei einmal ein «irdisches Paradies» genannt haben. Bodmer begründete im Freudenberg seine bekannte «Bibliothek der Weltliteratur» (→Bibliotheca Bodmeriana), die er 1928 wegen Platzmangel in das an die Parkanlage angrenzende und von ihm erworbene ehemalige Schulhaus an der Bederstrasse auslagerte. 1935 baute der Architekt Freytag auch dieses Gebäude für die Zwecke Bodmers um. Nachdem Bodmer als Vizepräsident des Roten Kreuzes in ein Anwesen in Cologny bei Genf umgezogen war, verkaufte er am 24. Juli 1948 das gesamte Areal von ca. 5 Hektaren mit sämtlichen Gebäuden für 5,8 Millionen Franken an den Kanton Zürich.
Bereits kurze Zeit später wurde der Beschluss gefällt, auf dem umfangreichen Gelände neue Gebäude für die Kantonsschule Zürich zu errichten. Die Villa Freudenberg mit allen Nebengebäuden (Kleiner Freudenberg, Parkring 33, Wintergartenhaus oder Orangerie, Gewächshaus, Villa Belvédère, Parkring 37, Gärtnerwohnhaus, Steinentischstrasse 14) wurde im Sommer 1956 abgebrochen. Lediglich das frühere Schulhaus Bederstrasse und ein kleiner Pavillon am Parkring blieben bestehen. 1951 verbrachte Martin Bodmer seine Bibliothek schliesslich von Zürich nach Cologny, wo sie in eigens errichteten Gebäuden seit 1971 von der Martin Bodmer-Stiftung verwaltet und in einem Museum der Öffentlichkeit zugänglich gemacht wird.

### Schulanlage Freudenberg

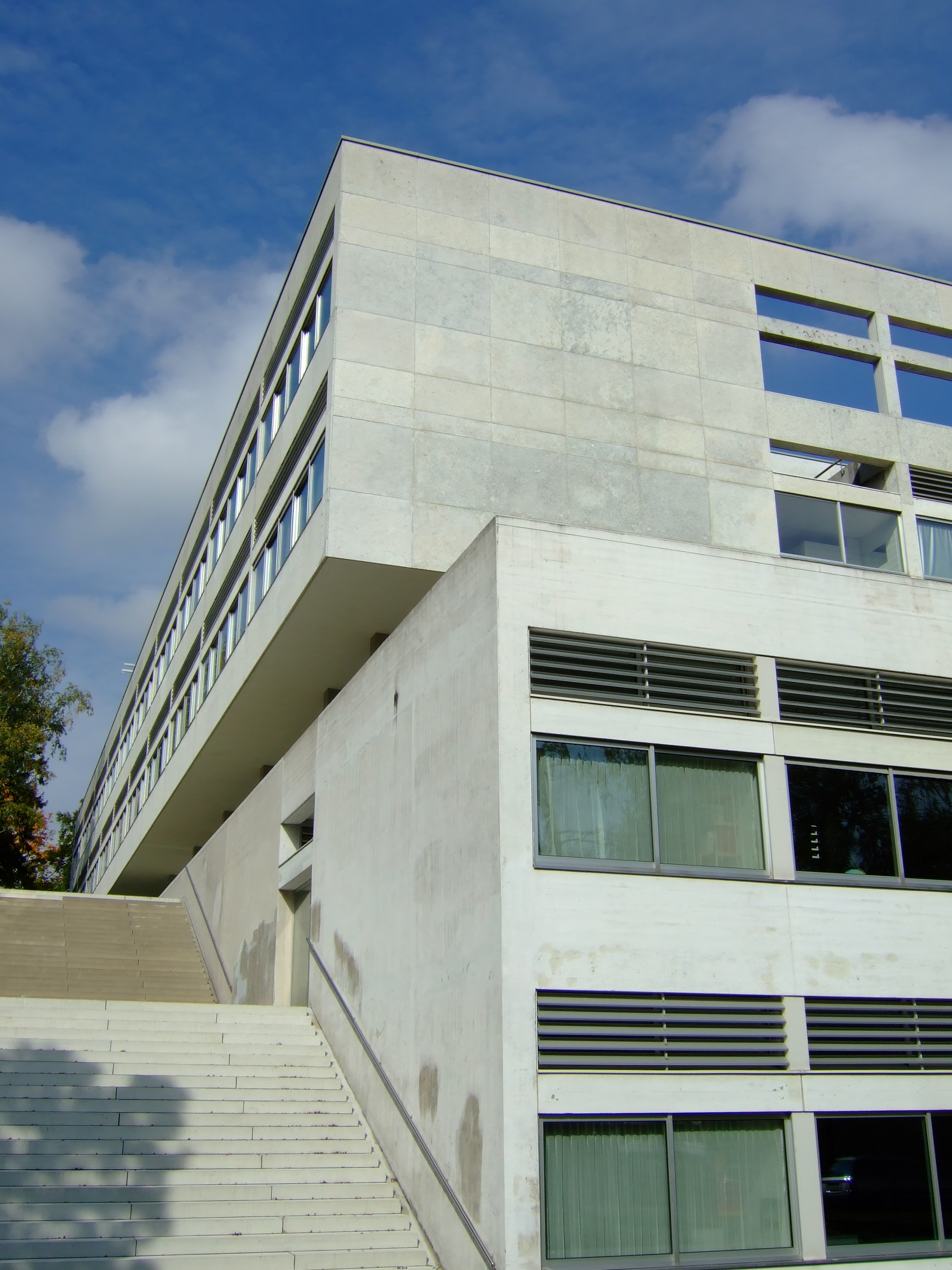
Treppenaufgang zur Kantonsschule Enge

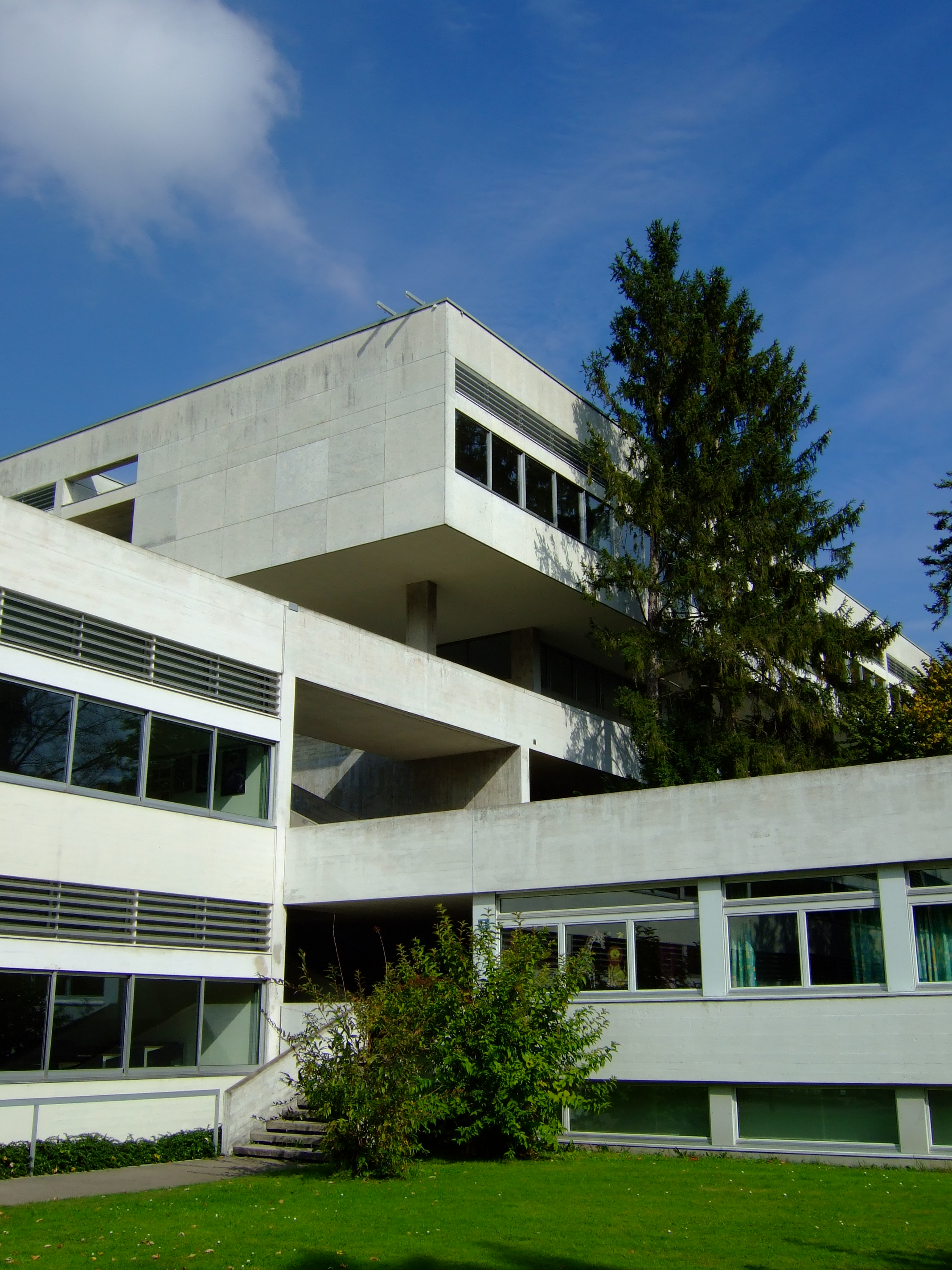
Das Gebäude der Kantonsschule Freudenberg

Die gegenwärtige Schulanlage Freudenberg wurde nach Plänen des Architekten Jacques Schader in den Jahren 1956–1961 errichtet. Der Kanton verlegte danach die Kantonale Handelsschule, seit 1979 Kantonsschule Enge, und einen Teil des Realgymnasiums, heute Kantonsschule Freudenberg, in die Gebäude. Seit 1987 steht die Anlage unter Denkmalschutz.
1993–2000 wurde der Schulkomplex nach Plänen des Büros Schader Hegnauer Ammann unter Leitung von Jacques Schader einer ersten Gesamtsanierung unterzogen.
Architektonische Besonderheiten des Schulhauses sind die Lichtdurchflutung – in jeden Raum dringt das Licht von mindestens zwei Seiten her ein – und die Grösse der Räume. Diese sind relativ hoch und haben grosse Fenster. Dank der Erhaltung von Teilen der alten Parkanlage ist der ganze Gebäudekomplex von Bäumen umschlossen.